# Tabanus monocallosus
Tabanus monocallosus är en tvåvingeart som beskrevs av Travassos Dias 1955. Tabanus monocallosus ingår i släktet Tabanus och familjen bromsar.
Artens utbredningsområde är São Tomé. Inga underarter finns listade i Catalogue of Life.